# 德米特里·明科夫
德米特里·伊戈列维奇·明科夫（1996年8月31日—），生于莫吉廖夫，是一名白俄罗斯男子柔道运动员，主攻66公斤级，隶属于白俄羅斯武裝部隊。他在2004年开始练习柔道，2011年开始参加国际比赛，高中毕业后进入白俄罗斯国立体育大学修读教练学专业。